# عاصم الجندي
عاصم الجندي (1933 - 2001م)، هو كاتب وصحفي ومحلل سياسي سوري. ينتمي عاصم الجندي إلى جيل الأدباء والصحافيين الذين برزوا في الستينيات من القرن العشرين وجمعوا بين النضال الوطني والعمل الصحافي والإبداعي، وقد عمل في التعليم إضافة إلى عمله  في الإعلام، وعُرف بأسلوبه السلس ولغته البسيطة وأدبه الملتزم. وللراحل مؤلفات في القصة القصيرة والمقالة والنقد الأدبي والمذكرات، كان آخرها سيرته الذاتية بعنوان «الاغتيال»، كتبها بعد تعرضه لمحاولة اغتيال نجا منها، كما ساهم في كتابة سيناريو فيلم «كفر قاسم» الذي جسد مقاومة الشعب الفلسطيني للإرهاب الاحتلالي.
ولد عاصم الجندي في سوريا في كنف عائلة أخذت من السياسة بقدر ما ارتاحت وتغنت بالشعر والأدب، تولى إدارة تحرير إصدارات وصحف عربية عديدة، من بيروت إلى العراق حيث تعرف على كارلوس الثعلب بنقوسيا، وكان قلمه ينحو دائماً باتجاه فلسطين، ثابت هو في موقعه كثبات عشقه لبيروت التي أقام فيها. تعرض لمحاولة اغتيال عام 1980م.

## من مؤلفاته
- سيرته الذاتية بعنوان «الاغتيال».
- كارلوس الوجه الآخر، قصة اللقاء الوحيد في حياته.
- عز الدين القسام.